# Ruisseau des Sauvages (réservoir Blanc)
Le ruisseau des Sauvages est un affluent de la rive nord du réservoir Blanc lequel est traversé par la rivière Saint-Maurice. Ce ruisseau coule vers le sud-est dans le territoire de La Tuque, dans la région administrative de la Mauricie, au Québec, au Canada.

## Géographie
Le ruisseau des Sauvages prend sa source à l'embouchure d'un petit lac (altitude : 476 m), situé en montagne. Ce lac est situé  à l'est du sommet (526 m) de montagne. À partir de sa source, le ruisseau des Sauvages coule, selon les segments suivants :
- vers le nord en descendant de la montagne, jusqu'à une petite vallée qui est une prolongation vers le sud-est de la vallée des lacs Helena, Orignal et de l'ouest ;
- vers le sud-est dans une vallée étroite, jusqu'à la confluence du ruisseau.

Ce ruisseau se déverse dans une petite baie profonde, sur la rive nord du réservoir Blanc, en face de l'île Ronde. Ce sous-bassin est voisin du ruisseau Jacob qui coule en parallèle du côté ouest ; et voisin de la rivière Jolie qui coule en parallèle du côté est.

## Toponymie
Le toponyme ruisseau des Sauvages a été officialisé le 5 décembre 1968 à la Banque des noms de lieux de la Commission de toponymie du Québec.